# プリメーラ・ディビシオン (アルゼンチン)1901
チャンピオンシップ・カップ1901 (Championship Cup 1901)は、アマチュア時代におけるアルゼンチンのサッカーリーグ1部、プリメーラ・ディビシオンの第9回目のシーズンである。主催団体は「アルゼンチン・アソシエーション・フットボールリーグ」(Argentine Association Football League)。アルムニACが初優勝した。

## 概要
4チームによるホーム・アンド・アウェー2回戦総当たり・全6節のリーグ戦。昨季出場した4チームと同じ顔ぶれで行われた。

教育機関を母体に持つクラブチームに対して改名が義務付けられたため、イングリッシュ・ハイスクールACは「アルムニAC」に改名した。

## 結果
| 順 | チーム         | 試 | 勝 | 分 | 敗 | 得 | 失 | 差 | 点 | 出場権 |
| -- | -------------- | -- | -- | -- | -- | -- | -- | -- | -- | ------ |
| 1  | アルムニAC (C) | 6  | 6  | 0  | 0  | 10 | 1  | +9 | 12 |        |
| 2  | ベルグラーノAC | 6  | 3  | 0  | 3  | 14 | 9  | +5 | 6  |        |
| 3  | キルメスAC     | 6  | 2  | 0  | 4  | 9  | 15 | −6 | 4  |        |
| 4  | ローマスAC     | 6  | 1  | 0  | 5  | 3  | 11 | −8 | 2  |        |